# Systoechus gomezmenori
Systoechus gomezmenori är en tvåvingeart som beskrevs av Andreu Rubio 1959. Systoechus gomezmenori ingår i släktet Systoechus och familjen svävflugor. Inga underarter finns listade i Catalogue of Life.